# Asfendiou (Stadtbezirk)
Asfendiou (griechisch Ασφενδιού (n. sg.)) ist ein Stadtbezirk auf der griechischen Insel und Gemeinde Kos in der Region Südliche Ägäis mit 4094 Einwohnern (2011). Der 34,500 km² große Stadtbezirk Asfendiou (Δημοτική Κοινότητα Ασφενδιού Dimotikí Kinótita Asfendioú) besteht neben dem Hauptort Zipari aus vier weiteren kleinen Dörfern und einem fast verlassenen Weiler.

## Lage
Der Stadtbezirk Asfendiou erstreckt sich über 34,500 km² im Osten der Insel Kos von der flachen Nordküste über die Gipfellagen des Dikeos-Bergzuges zur steil abfallenden Südküste. Benachbarte Stadtbezirke sind im Osten Kos, im Westen Pyli sowie südlich der Höhenlagen des Dikeos-Bergzuges Kardamena im Südwesten.
Der Hauptort Zipari ist an der EO 1 zwischen Kos und Kefalos gelegen, an der flachen Nordküste liegt Tigaki und westlich davon die Saline Tigaki. An den nördlichen Ausläufern des Dikeos liegen von Osten nach Westen der Weiler Agios Dimitrios, das Dorf Asfendiou und westlich davon der Doppelort Lagoudi-Zia

## Verwaltungsgliederung und Bevölkerungsentwicklung
Unter der Bezeichnung Asfendiú verzeichneten die statistischen Angaben während der italienischen Zeit für die damalige Gemeinde 1965 Einwohner im Jahr 1921, 1941 Einwohner für 1931 und 2351 Einwohner für das Jahr 1936.
Nach dem Anschluss des Dodekanes an Griechenland wurde die Landgemeinde Asfendiou (Κοινότητα Ασφενδιού Kinótita Asfendioú) 1948 mit dem Verwaltungssitz Asfendiou und den Dörfern Zipari und Chaichoutes gegründet. 1950 wurde Chaichoutes in Agios Dimitrios umbenannt. Alyki wurde 1951 zunächst als Siedlung anerkannt, 1961 folgte der Zusammenschluss mit Tigaki sowie die Anerkennung des Doppelortes Lagoudi-Zia. Der Verwaltungssitz der Landgemeinde wechselte 1980 von Asfendiou nach Zipari.
Mit der Gebietsreform 1997 erfolgte der Zusammenschluss mit der Landgemeinde Pyli zur damaligen Gemeinde Dikeos. Diese wiederum ging mit der Umsetzung der Verwaltungsreform 2010 als Gemeindebezirk in der Gemeinde Kos auf, wo Asfendiou seither einen von sechs Stadtbezirken bildet.
Einwohnerentwicklung von Asfendiou
| Name            | griechischer Name        | Code       | 1947  | 1951  | 1961 | 1971 | 1981 | 1991 | 2001 | 2011 |
| --------------- | ------------------------ | ---------- | ----- | ----- | ---- | ---- | ---- | ---- | ---- | ---- |
| Agios Dimitrios | Άγιος Δημήτριος (m. sg.) | 6401020102 | 0041  | 0184  | 0094 | 0035 | 0010 | –    | 0001 | 0008 |
| Asfendiou       | Ασφενδιού (n. sg.)       | 6401020103 | 2310  | 2201  | 1167 | 0441 | 0225 | 0135 | 0096 | 0087 |
| Zipari          | Ζηπάρι (n. sg.)          | 6401020101 | 0165  | 0173  | 0244 | 0426 | 0826 | 1625 | 2355 | 3227 |
| Lagoudi-Zia     | Λαγούδι-Ζια (n. sg.)     | 6401020104 |       |       | 0837 | 0469 | 0344 | 0284 | 0200 | 0151 |
| Linopotis       | Λινοπότης (m. sg.)       | 6401020105 |       |       | 0186 | 0162 | 0212 | 0526 | 0327 | 0258 |
| Tigaki          | Τιγκάκι (n. sg.)         | 6401020106 |       | 0242  | 0062 | 0061 | 0106 | 0171 | 0226 | 0363 |
| Gesamt          | Gesamt                   | 64010201   | 20181 | 20922 | 1883 | 1508 | 1816 | 2630 | 2889 | 3036 |

1 einschließlich 50 Bewohner von Linopotis

2 einschließlich 43 Bewohner von Linopotis